# Lutzomyia wilkersoni
Lutzomyia wilkersoni är en tvåvingeart som beskrevs av Young D. G., Rogers T. E. 1984. Lutzomyia wilkersoni ingår i släktet Lutzomyia och familjen fjärilsmyggor.
Artens utbredningsområde är Ecuador. Inga underarter finns listade i Catalogue of Life.